# Destructor Tipo 051
Los destructores Tipo 051 (nombre código OTAN Clase Luda) fueros los primeros buques orientados a la guerra antisuperficie (ASuW), diseñados y construidos por la República Popular de China, y los primeros buques chinos en ser equipados con un sistema de dirección de combate integrado. Están basados en el diseño de los destructores soviéticos de la clase Neustrashimy, con algunas influencias de diseño de la Clase Kotlin.

## Historia
A finales de la década de 1960, China comenzó las pruebas en sus cohetes de largo alcance para su programa espacial, así como para su programa de ICBM. La Armada del Ejército Popular de Liberación operaba solo seis destructores Clase Gnevny comprados a los soviéticos (bajo la designación Clase Anshan en China) en ese momento, los cuales eran inadecuados para misiones oceánicas de largo alcance. El Instituto 701 recibió instrucciones para desarrollar el primer destructor misilístico para la armada, tomando como modelo a la Clase Kotlin soviética. El diseño fue aprobado en 1967 y la construcción del primer Tipo 051 comenzó en 1968.
Entre 1968 y 1991 se construyó un total de 17 destructores Tipo 051, once de los cuales permanecen en servicio. Modernizaciones mayores fueron llevadas a cabo en la década de 1990, reemplazando a los antiguos misiles HY1/HY2 con YJ-83 (C-803) y los cañones manuales por automáticos. Para defensa aérea, también se les instaló un lanzador óctuple de misiles antiaéreos HQ-7.

## Versiones

### Luda I
Esta es la configuración original del diseño, aunque con inconsistencias de equipo entre las unidades. Tres astilleros construyeron las 17 unidades originales de este grupo: #105-110 en Luda, #131-134 en Zhonghua y #160-166 en Cantón. 105 y 109 fueron convertidos al estándar Luda II, mientras que la unidad N. 160 sufrió una explosión en agosto de 1978 y fue eventualmente desguazada. Esta última figura como decomisada.
Los Luda originales estaban equipados con dos lanzadores triples de misiles antibuque HY-1 o HY-2, cuatro cañones de 130 mm en dos torretas, una a proa y una a popa más una variedad de cañones antiaéreos de 25, 37 y 57 mm. Dos unidades fueron convertidas en versiones de comando, con su superestructura ampliada para defensa aérea C3I, un sistema de información de combate ZKJ-1 y un radar de búsqueda aérea 3D Tipo 381A Rice Shield.
| Luda I class ship |
| ----------------- |

- Xi'an (106) - retirado oct. 2007
- Yinchuan (107) - retirado abr. 2012
- Xining (108)
- Dalian (110) - versión de comando
- Nanjing (131) - retirado feb. 2012
- Hefei (132) - versión de comando
- Chongqing (133)
- Zunyi (134)
- Changsha (161) - retirado ago. 2008
- Nanning (162)
- Nanchang (163)
- Guilin (164)

### Luda II
Dos destructores Luda I fueron modificados para ASW y C3I. Los cañones de 130mm y antiaéreos de popa fueron retirados y reemplazados con una cubierta de vuelo y un hangar capaz de albergar dos helicópteros (imagen de ejemplo). Para labores de C3I fue añadida una copia china del sistema de información de combate Thomson-CSF TAVITAC, ZKJ-4. 
- Jinan (105) - La conversión comenzó en 1987. Retirada en nov. de 2007
- Kaifeng (109 - Luego convertida al estándar Luda IV

### Luda III (Tipo 051G1/G2)
Los Luda III tienen los sistemas de sonar SJD-II y SJD-4 instalados. Estos sonares permiten la detección de submarinos por encima de los 18 nudos (33 km/h) con mal tiempo. El destructor Zhuhai (166) fue equipado con cuatro lazadores dobles de misiles AShM YJ-8 (C-801), un lanzatorpedos triple Whitehead A244, un sistema de información de combate Thomson-CSF TAVITAC (dos adquiridos a Francia en 1985), radar de control de tiro EFR-1 Rice Lamp y sonar de arrastre ESS-1 VDS. Durante su reparación de media vida, el Zhuhai fue actualizado con SAM HQ-7 y cuatro lanzadores de JY-83 (C-802A), radar de control de tiro Tipo 344 y cañones antiaéreos Tipo 79A de 37 mm.
| Luda III class destroyer Zhuhai (166) |
| ------------------------------------- |

El sistema de misiles antiaéreos HQ-7 está equipado con un sistema de “recarga semiautomática” con 16 misiles adicionales, el mismo sistema es usado por los destructores de la Clase Luhu, llevando el número de misiles de defensa aérea a 24; 8 listos para disparar más 16 almacenados.
Zhanjiang (165) fue actualizado al estándar Tipo 051G1, el cual es muy similar al Tipo 051G2.
- Zhanjiang (165)
- Zhuhai (166)

### Luda IV (Type 051DT)
La Armada ha llevado a cabo modernizaciones de media vida de sus destructores Clase Luda. Algunos han sido equipados con sistemas de información de combate ZKJ-4A-3 (C3I), SAM HQ-7, misiles AShM HY-1/HY-2 reemplazados por YJ-83 (C-802A) y los cañones antiaéreos manuales reemplazados por cañones automáticos bitubo tipo 76A de 37 mm. Los buques modernizados son llamados a veces Tipo 051DT. Se conocen al menos dos buques (N. 109 y 110) que han sido mejorados al estándar Tipo 051DT y se espera que sean seguidos por otros.
- Kaifeng (109) - Modernizado con 8 lanzadores de misiles SAM Crotale y YJ-83 (C-802A) antibuque y un radar de búsqueda Tipo 363.
- Dalian (110) - Versión de comando, modernizada con 8 lanzadores de misiles SAM Crotale y YJ-83 (C-802A) antibuque.

### Luda S (Type 051S)
Versión propuesta, equipada con misiles Sea Dart; cancelada por razones presupuestarias entre otras.

## Especificaciones Tipo 051DT
Para comparaciones ver esta imagen de un Luda antes de su modernización, y esta imagen un Luda luego de la misma.
- Desplazamiento 3250 ton (vacía), 3670 ton (cargada)
- Eslora 132 metros
- Manga  12'8 metros
- Calado 15'3 metros
- Velocidad ~30+ nudos
- Autonomía 2970 millas náuticas (5.500 km) a 18 nudos (33 km/h)
- Tribulación 280 (45 oficiales)
- Propulsión 2 calderas de 2 turbinas de 72.000 caballos de fuerza (m) (53 MW), 2 ejes
- Sistemas C3I: Sistemas de Datos de Combate de la serie ZKJ  (ZKJ = Zidong Kongzhi Jiqi: máquinas de control automático)
  - ZKJ-1 para Luda I
  - ZKJ-4 para Luda II
  - Thomson-CSF TAVITAC para Luda III (051G1/G2)
  - ZKJ-4A-3 para Luda IV (051DT)
  - Enlace de datos: HN-900 (equivalente chino del Link 11A/B, a ser modernizado)
- Sensores
  -   Tipo 517A Knife Rest, o radar 3D de búsqueda aérea Cross Slot, banda A
  - Tipo 515 Bean Sticks o Pea Sticks de búsqueda aérea, banda E/F
  - Rice Screen radar 3-D de largo alcance de alerta temprana, banda G
  - Square Tie radar de búsqueda aire/superficie, banda I
  - TSR 3004 (DRBV-15 Sea Tiger) o Eye-Shield radar de búsqueda aire/superficie, banda E
  - Radar de control de tiro Tipo 343G  (para cañones de 100 mm)
  -  Radar de control de tiro Tipo 347 (para cañones automáticos de 37 mm)
  - Racal radar de navegación RM-1290  (banda J)
  - IFF
  - Sonar de media frecuencia Pegas 2M & Tamir 2 montados en el casco
- Armamento 
  - 16 x YJ-83 (C-803) AShM en cuatro lanzadores cuádruples
  - 1 x 8 HQ-7 SAM
  - 2 x cañones gemelos de 100 mm
  - 4  cañones antiaéreos automáticos Tipo 76A de 37 mm
  - 2 x lanzadores de cohetes ASW Tipo 75 (FQF-2500) de 12 tubos de 240 mm (120 cohetes)
  - 2 x lanzatorpedos triples Yu-7  de 324 mm
  - 4 x 4 x proyectores DC + 4 bastidores DC
  - 2 x lanzadores de (chaff)señuelos.